# Kaniama (territorium)
Kaniama of Kanyama is een territorium (territoire) in de Democratische Republiek Congo. Het is een van de vijf territoria van de provincie Opper-Lomami.

## Geschiedenis
Het territorium is opgericht in de jaren 1920 in het toenmalige Katanga en heette toen nog Mutombo-Mukulu. In 1952 werd de hoofdplaats van het territorium overgebracht van Mutombo-Mukulu naar Kaniama, omdat die plaats aan een spoorlijn lag en dus beter bereikbaar was. Ook de naam van het territorium werd toen gewijzigd.

## Geografie
Het territorium heeft een tropisch klimaat met een droog seizoen van midden mei tot midden augustus.
Het territorium ligt op een gemiddelde hoogte van 900 m en bestaat uit gras- en struiksavanne. In het noordwesten van Kaniama ligt het natuurgebied Réserve de Shaba éléphant.

## Bevolking
De belangrijkste bevolkingsgroep zijn de Luba. De voertaal is het Kiluba en in mindere mate de nationale talen Swahili en Lingala.
De bevolking leeft voornamelijk van landbouw (maïs, bonen, uien).